# Ngân hàng Thạch Chủy Sơn
Ngân hàng Thạch Chủy Sơn được thành lập vào ngày 21 tháng 3 năm 2009, có trụ sở chính tại thành phố Thạch Chuỷ Sơn, khu tự trị Hồi Ninh Hạ, Trung Quốc. Ngân hàng Thạch Chủy Sơn là một ngân hàng thương mại cổ phần địa phương được thành lập trên cơ sở ban đầu là Hợp tác xã tín dụng thành phố Thạch Chủy Sơn.